# Ereis roseomaculata
Ereis roseomaculata là một loài bọ cánh cứng trong họ Cerambycidae.